# Tom Anderson
Thomas "Tom" Anderson (8 de noviembre de 1970) es un empresario estadounidense. cofundador del sitio web de redes sociales MySpace en 2003 con Chris DeWolfe. Anderson fue anteriormente presidente de MySpace, y es un asesor estratégico para la empresa. Ha llegado a conocerse como la imagen predeterminada de MySpace. A partir de febrero de 2010, el perfil de Tom tiene más de 12 millones de amigos. En 2003, trabajó para eUniverse bajo el amparo de Brad Greenspan, él y unos pocos empleados de otras eUniverse crearon las primeras páginas de MySpace.

## Antes de MySpace
Antes de MySpace, Anderson comenzó su carrera en Intermix Media (anteriormente eUniverse)

## Después de MySpace
Apareció brevemente en la comedia dramática estadounidense de 2009 Funny People protagonizada por Adam Sandler, Seth Rogen y Leslie Mann.
El Finalista de American Idol Scott MacIntyre, escribió una canción llamada "I'll Take Tom" en su álbum debut "fibras sensibles". La canción está escrita sobre una relación de MySpace.